# Motoneurona

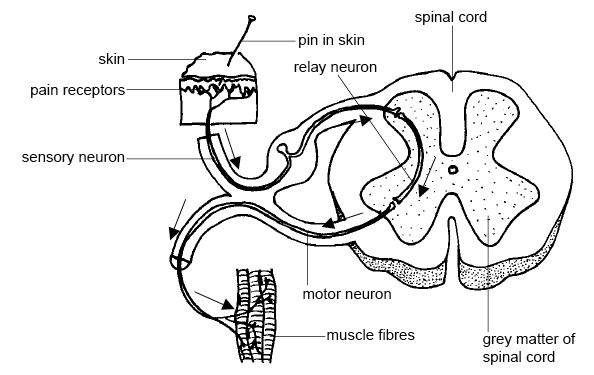
A la dreta s'observa una secció de la medul·la espinal. El feix ventral (inferior) té motoneurones que innerven fibres musculars (sota).

Motoneurona o neurona motriu fa referència, en els vertebrats, a la neurona del sistema nerviós central que projecta el seu axó cap a un múscul o glàndula. Les neurones motrius són, per tant, eferents.
Hi ha dos tipus de motoneurones: les motoneurones superiors i les motoneurones inferiors. Els axons de les neurones motores superiors sinapsen amb les interneurones de la medul·la espinal i, de tant en tant, directament a les motoneurones inferiors. Els axons de les motoneurones inferiors són fibres nervioses eferents que transporten senyals des de la medul·la espinal fins als efectors.

## Anatomia i fisiologia

### Motoneurones superiors
Les neurones motores superiors s'originen al còrtex motor situat a la circumvolució precentral. Les cèl·lules que formen la escorça motora primària són cèl·lules de Betz, que són un tipus de cèl·lula piramidal. Els axons d'aquestes cèl·lules descendeixen del còrtex per formar el tracte corticoespinal.

### Motoneurones inferiors
De la classificació que segueix les motoneurones somàtiques i viscerals especials són monosinàptiques requereixen només una motoneurona; mentre que les viscerals generals són disinàptiques, ja que involucren una segona neurona en el gangli nerviós (aquesta segona neurona és la que fa sinapsi en l'òrgan diana).
D'acord amb el teixit d'innervació es classifiquen com:

#### Motoneurones somàtiques
Actuen sobre múscul esquelètic, involucrat generalment en la locomoció. Aquest tipus de motoneurones inferiors són de tres tipus:
- Motoneurones alfa
- Motoneurones beta
- Motoneurones gamma

#### Motoneurones viscerals especials
Innerven la musculatura branquiomèrica, és a dir, la situada en les brànquies en els peixos i, en els vertebrats terrestres, algunes parts de la cara i del coll. Així intervenen en l'expressió facial, la masticació, la fonació i la deglució. Els nervis cranials associats són els nervis oculomotor, patètic, MOE i hipoglòs.

#### Motoneurones viscerals generals
Actuen de manera indirecta sobre múscul cardíac i múscul llis de les vísceres (artèrias, per exemple). Efectuen sinapsi en neurones dels ganglis del sistema nerviós perifèric. Sinapsi a neurones situades en ganglis del sistema nerviós autònom (simpàtic i parasimpàtic), situades al sistema nerviós perifèric (SNP), que innerven directament els músculs viscerals (i també algunes cèl·lules de les glàndules).
| Branca | Situació      | Neurotransmissor |
| --- | ------------- | ---------------- |
| Parasimpàtica                                                                                                  | Preganglionar | Acetilcolina     |
| Parasimpàtica                                                                                                  | Ganglionar    | Acetilcolina     |
| Simpàtica | Preganglionar | Acetilcolina     |
| Simpàtica | Ganglionar    | Noradrenalina*   |
| *Excepte fibres que innerven glàndules sudorípares i alguns vasos sanguinis. Neurotransmissors de motoneurones |               |                  |

Totes les motoneurones de vertebrats són colinèrgiques (és a dir, empren acetilcolina com neurotransmissor). Les neurones ganglionars parasimpàtiques també són colinèrgiques, mentre que la majoria de neurones ganglionars són noradrenèrgiques (és a dir que empren noradrenalina).

### Unions neuromusculars
La interfície existent entre una motoneurona i una fibra muscular és una sinapsi especialitzada denominada placa motora o unió neuromuscular. La transmissió de l'impuls nerviós per part de la motoneurona condueix a l'alliberament de neurotransmissors a la membrana postsinàptica de la cèl·lula muscular, que contés receptors que reconeixen aquest senyal i desencadenen una resposta específica.
En animals invertebrats, depenent del neurotransmissor emès i del receptor present, la resposta pot ser tant la inhibició com l'excitació de la fibra muscular. En canvi en els vertebrats la resposta sempre és excitatòria. La relaxació muscular només es produeix en els animals vertebrats mitjançant la inhibició de la motoneurona, per això elsrelaxants musculars actuen a nivell de les motoneurones disminuint la seva activitat electrofisiològica o colinèrgica, sense que hi hagi una activitat directa sobre els músculs.

## Patologia
Quan la funció d'aquestes cèl·lules està alterada, es produeixen diverses malalties que en conjunt reben el nom de malalties de les motoneurones.